# ハナマサ
ハナマサは、株式会社花正が経営していたスーパーマーケットである。現在は親会社がハナマサで花正は一部門。

## 概要
食肉を中心とした食品ディスカウントストアである。
スーパーマーケットを「業務用スーパー」「プロの為の店」として展開し、販売商品の多くはハナマサのプライベートブランド（PB）「プロ仕様」だが、扱う量目は業務用から家庭用を想定したものまで広い。24時間営業の店舗も多い。
2008年から経営を改革し、2009年現在は株式会社ハナマサを親会社に、スーパーマーケット部門の株式会社花正、飲食店部門の株式会社カルネステーションを子会社とする企業グループを構成している。茨城県のスーパーマーケットチェーンであるジャパンミートが筆頭株主である。
2024年6月14日、ハナマサの関西地方への進出を目的として、大阪府内を中心に「スーパー玉出」を展開しているフライフィッシュとの間で業務提携を締結した。花正は同社PB商品をフライフィッシュに供給する一方、フライフィッシュはスーパー玉出の西成区以外の一部店舗を花正に譲渡するとしている。なお、同年10月3日に九条店が独自に開店した。

## 歴史
- 1923年（大正12年） - 江戸川区平井で花屋として創業。
- 1951年（昭和26年）11月 - 「（初代）有限会社花正」を設立[5][6]。
- 1962年（昭和37年） - スーパーマーケットを開設[7]。
- 1967年（昭和42年） - 食肉工場を開設して、日本初の予めパックに小分けした形での食肉小売販売を開始[8]。
- 1977年（昭和52年）
  - 2月 - 千葉・幕張に焼肉バイキング「肉のハナマサ」1号店を開店[9]。
  - 5月27日 - 「有限会社太公」を設立し、焼肉バイキングレストランのチェーン展開を開始[10]。
- 1978年（昭和53年）10月16日 - 「（2代目）株式会社花正」を設立[7]。
- 1980年（昭和55年）7月 - 千葉市幸町に持ち帰り弁当店「あつあつ弁当あじわい」1号店を開店[11]。
- 1983年（昭和58年）
  - 5月 - 銀座に業務用食品ディスカウント店「どっきり市場」の1号店を開店[12][13]。
  - 12月 - 錦糸町駅前に本部を移転[14]。
- 1984年（昭和59年）
  - 3月1日 - 江戸川区松江に精肉スーパー「ミートパビリオン・どっきり市場」を開店[15]。
  - 7月 - 山口県下関市に業務用食品ディスカウント店「どっきり市場」のフランチャイズ1号店を開店[16]。
  - 11月20日 - 東京・銀座にステーキ居酒屋「花正館」を開店[17]。
- 1987年（昭和62年） - インドネシアジャカルタに「焼肉バイキング」の海外一号店を1号店をフランチャイズで開店[8]。
- 1989年（平成元年） - 中華人民共和国北京市に「北京花正」を設立[18]。
- 1990年（平成2年）
  - 6月 - 輸入酒の卸売免許を取得[19]。
  - 12月 - 雑酒の小売免許を取得[19]。
  - 花正食品餐飲(中国)有限公司を設立[20]。
  - 中華人民共和国北京市に「肉のハナマサ」中国1号店を開店[21]。
- 1992年（平成4年）
  - 4月25日 - 大阪市梅田にブラジル料理シュラスコ専門店「シュラスカリア・バイアナ」1号店を開店[22]。
  - 10月 - 低価格牛丼店「成田家」1号店を開店[23]。
- 1993年（平成5年）
  - 3月 - 全酒類の小売免許を取得[19]。
  - 6月18日 - 大阪市港区にサラダエクスチェンジ&シュラスカリア「ティティカカ」1号店を開店[24]。
  - 6月 - ブラジル風バーベキュー店のフランチャイズ1号店を開店[25]。
  - 10月23日 - 宮城県塩釜市に「やまや」との共同出資による「株式会社ヤマハナ」1号店を開店[26]。
  - 12月 - 酒類ディスカウント店第1号店として「酒のパワーセンターハナマサ大森店」を開店[27]。
- 1994年（平成6年）
  - 2月 - 岡島百貨店と合弁で山梨県内で焼肉バイキングのチェーン展開を目的として「焼花」を設立[28]。
  - 9月15日 - 東京・銀座8丁目に、焼肉食べ放題・ワイン飲み放題の「カルネ・ステーション」1号店と肉丸焼き料理店「ファームグリル」1号店を開店[29][30]。
  - 10月 - プライベートブランドのパスタ「イル・フィオーレ・マサ」とプライベートブランドの缶詰「プロ仕様」の販売を開始[31]。
- 1995年（平成7年）
  - 7月9日 - モンゴル・ウランバートルに「モンゴル花正」1号店を開店[32]。
  - 12月 - 大韓民国ソウル市に焼肉バイキング「カルネ・ステーション」のフランチャイズ1号店を開店[33]。
- 1996年（平成8年）6月25日 - 中華人民共和国北京市に合弁のハム・ソーセージ工場を開設[34]。
- 1998年（平成10年）1月 - 秋葉原店で24時間営業を開始[35]。
- 1999年（平成11年）12月[3] - インターネットでの食品卸売事業を開始[36]。
- 2000年（平成12年）
  - 5月11日 - 「24時間西新橋市場」を開店[37]。
  - 9月13日 - 「シートゥーネットワーク株式会社」と資本提携を伴う包括的業務提携[38]。
  - 社名を「株式会社ハナマサ」に変更。ロゴは変わらないが、色の大幅リニューアルを実施。従来は赤と黒を強調していたロゴを黄色と黒の比例的明るめの色へ刷新した。
- 2002年（平成14年）7月8日 - 業務用スーパーのフランチャイズ1号店「肉のハナマサ北上尾店」を開店[39]。
- 2003年（平成15年）10月1日 - 「チコマート」に子会社の「株式会社太公」を譲渡し、外食事業を縮小[40]。
- 2005年（平成17年）
  - 11月29日 - 一般募集のフライチャイズ1号店の東大和店を開店[41]。
  - 11月 - ジャレコが「（2代目）株式会社花正」の株式25パーセントを取得し、同社の持ち分法適用会社となる[広報 4]。
- 2008年（平成20年）
  - 2月 - 中国産冷凍食材の薬物混入事件などによる消費者の中国産食材離れと原材料高騰が経営を圧迫し、不採算の直営47店を2月12日に一斉閉店して経営再建[42]を図る。
  - 3月3日 - 完全子会社の「（3代目）株式会社花正」を設立して[1]業務用スーパー47店の運営を承継し[43]、「全日本食品」経由での仕入に変更[1]。
  - 9月 - 「（3代目）株式会社花正」が「全日本食品」と投資ファンドの「トライハード・インベストメンツ」に第三者割当増資を実施[43]。
  - 10月 - 食肉加工部門を「株式会社ハナマサ太公」に、飲食店部門を「株式会社ハナマサ・カルネステーション」に分社。
- 2009年（平成21年）肉の大公
  - 5月29日 - 「神戸物産」が当社からの事業譲受の為、「肉の大公」と「カルネステーション」を子会社として設立[44]。
  - 7月1日 - 「株式会社ハナマサ太公」の食品製造・食肉加工事業を「神戸物産」の子会社「肉の大公」に譲渡[44]。
  - 7月15日 - 神戸物産へハナマサ太公を譲渡し[広報 5]。
  - 7月22日 - ハナマサ・カルネステーションの譲渡は合意を解消[45][広報 6][広報 7]。
- 2013年（平成25年）9月 - 全日本食品が保有していた「（3代目）株式会社花正」の全株式をジャパンミートに譲渡し[46][47]、ジャパンミートの完全子会社となる[広報 8]。
- 2016年（平成28年）6月 - 本社を港区新橋から港区芝浦のジャパンミート芝浦ビルへ移転。
- 2024年（令和6年）6月 - フライフィッシュとの間で業務提携を締結[4]。
  - 10月3日：九条店の開店で関西に進出（今後、大阪市内に玉出からのリブランド（店舗改称）と併せて10数店舗出店予定[広報 9]）。

## 店舗
- 肉のハナマサ - 「業務用スーパー」や「プロの為の店」を掲げて東京都を中心に展開する食品スーパー[広報 2]。

現行店舗一覧は、ハナマサのホームページを参照。

### 過去に存在した店舗

#### 小売店

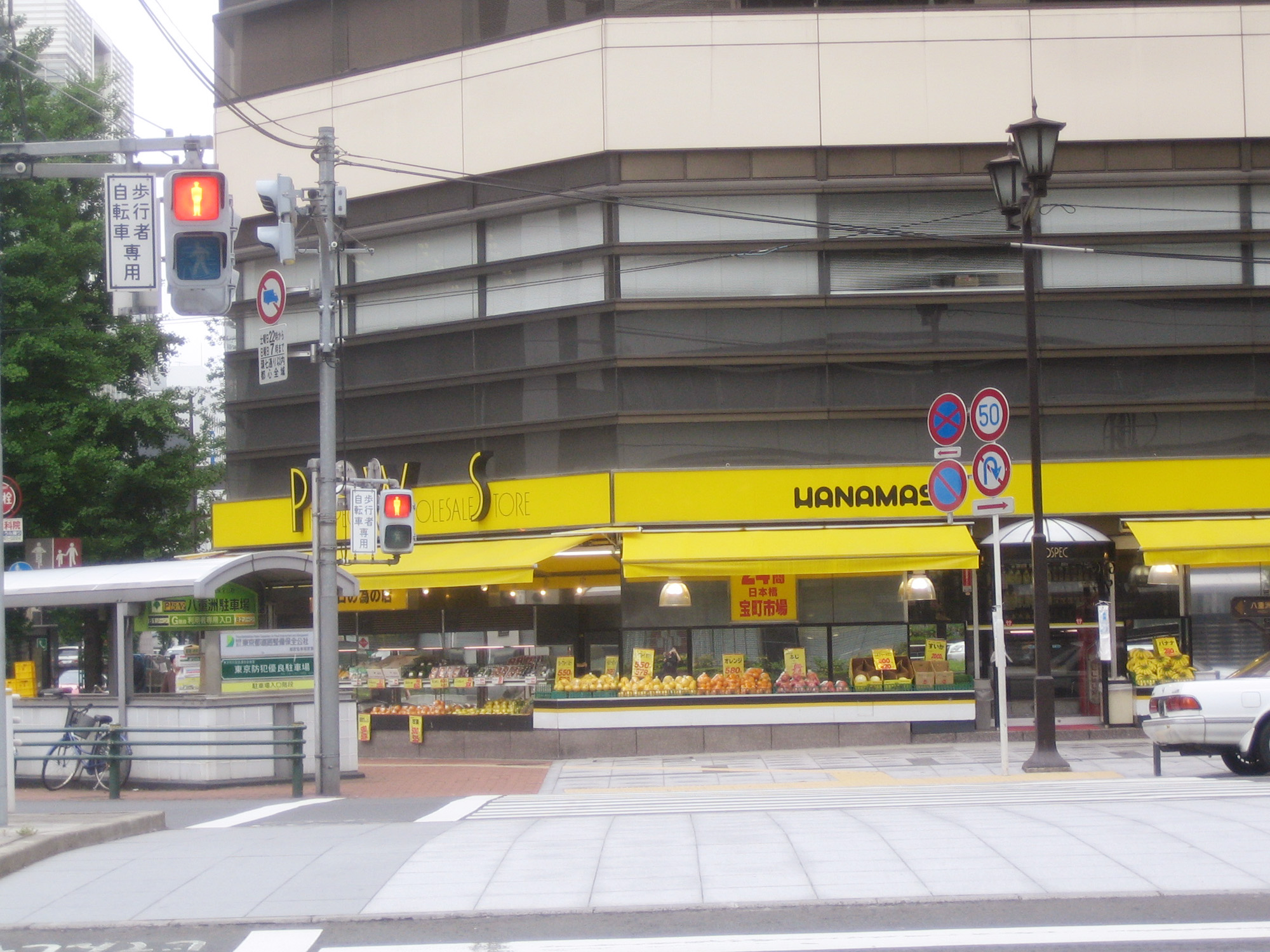
日本橋宝町店

- スーパーハナマサ - スーパーマーケット[48]。

- ミートパビリオン - 精肉スーパー[15]。

- どっきり市場 - 業務用食品ディスカウント店[16]。

- 酒のパワーセンターハナマサ大森店 - 酒類ディスカウント店[27]。

- あつあつ弁当あじわい - 持ち帰り弁当店[11]。

#### レストラン
- 肉のハナマサ - 焼肉バイキング店[9]。

- シュラスカリア・バイアナ - ブラジル料理店[49]。

- ティティカカ - サラダ・スープ・パンデザートの食べ放題とシュラスコのレストラン[24]。

- 花正館 - ステーキ居酒屋[17]。

- カルネ・ステーション - 焼肉食べ放題・ワイン飲み放題店[29]。

- ファームグリル - 肉丸焼き料理店[29]。

#### カルネステーション
- 浅草店

#### キッチンカルネ
- 新橋駅前店

## 過去に存在した店舗

### スーパーマーケット

#### 東京都
- 本店（江戸川区平井6-54-1[50][6]（旧・4-1628[51][52][5]）、1958年（昭和33年）3月開店[50]）

店舗面積524.7m2
- 平井三丁目店（江戸川区平井3-1192[53]）

店舗面積116m2
- 駅前店（江戸川区平井5-27-10[50]、1966年（昭和41年）10月開店[50]）

店舗面積264m2
- 小岩南店（江戸川区南小岩7-18-19[50]、1968年（昭和43年）5月開店[50]）

店舗面積66m2
- 篠崎店（江戸川区下篠崎2246[54]）

- 小岩北店（江戸川区西小岩1-21-23[50]、1968年（昭和43年）10月開店[50]）

店舗面積66m2
- 新小岩店（江戸川区新小岩1-43-8[50]、1970年（昭和45年）6月開店[50]）

店舗面積66m2
- 同潤会店（江戸川区中央2-24-18[50]、1970年（昭和45年）6月開店[50]）

店舗面積115.5m2
- 松江店（江戸川区西一之江1-750[50]、1975年（昭和50年）8月開店[50]）

店舗面積125.5m2
- 恵比寿店（渋谷区恵比寿[50]、1977年（昭和52年）2月開店[50]）

店舗面積99m2
- 幡ヶ谷店（渋谷区西原2-31-3[50]、1978年（昭和53年）6月開店[50]）

店舗面積330m2
幡ヶ谷通六号通商店街に出店していた。
- （初代）銀座店（東京都中央区銀座8-10 銀座ナイン3号館[56]、1983年（昭和58年）5月開店[12][13]）

店舗面積495m2。
移転する形で閉店し、店舗跡には2004年（平成16年）4月26日に「ドン・キホーテ銀座本館」が開店した。
- PLUS 湯島店（東京都千代田区外神田6-7-3[57]、2024年（令和6年）7月8日閉店[57]）

「肉のハナマサ湯島店」であったが、2018年6月に一般向け需要にも対応した「ハナマサプラス（Hanamasa Plus+）」に業態転換した。
- 麹町店

銀行の店舗跡のオフィスビルの1階に出店していた。

#### 神奈川県
- 金沢店（横浜市金沢区富岡東2-2555-45[59][60]、1997年（平成9年）10月29日開店[61] - 2017年（平成29年）9月18日閉店[広報 10]）

ダイクマのテナントとして出店していた。
- PAWかわさき店（川崎市、2002年（平成14年）4月開店[62] - 2016年（平成28年）7月20日閉店[広報 11]）

ドン・キホーテと共に24時間対応の複合商業施設「パウひらつか」の核店舗として出店していた。
- パウひらつか店（平塚市田村5535-1[63]、2003年（平成15年）3月25日開店[63]）

ドン・キホーテと共に24時間対応の複合商業施設「パウひらつか」の核店舗として出店していた。

#### 千葉県
- パウかしわ店（千葉県柏市富里3-3-2[64]、2003年（平成15年）4月18日開店[64]）

ドン・キホーテと共に24時間対応の複合商業施設「パウかしわ」の核店舗として出店していた。
- 佐倉店（店舗面積66m2[48]）
- 八街店（店舗面積66m2[48]）
- 幕張店（店舗面積99m2[48]）

#### 埼玉県
- 肉のハナマサ北上尾店（上尾市南610-1[39]、2002年（平成14年）7月8日開店[39] - 2019年（令和元年）3月17日閉店[広報 12]）

業務用スーパーのフランチャイズ1号店として開店した。
- 久喜店（久喜市中央1-1-20[65]、2007年（平成19年）7月15日開店[65]）

売場面積275m2。
久喜駅前のダイエー撤退跡にサリアビル1階に出店した。

#### 栃木県
- 小山店（小山市、2012年（平成24年）5月6日閉店[広報 13]）

### レストラン
- 代々木店（渋谷区富ヶ谷1-7-6[50]、1979年（昭和54年）10月開店[50]、店舗面積30m2[50]）

- 新小岩店（江戸川区新小岩1-48-10[66]）

- 西新小岩店（葛飾区西新小岩4-8-29 坂巻マンション[67]）

- 大宮店（大宮市吉野町2-228-5[66]）

- 焼肉バイキング幕張店（千葉市幕張町5-417-149[66]、1977年（昭和52年）2月開店[9]）

焼肉バイキング「肉のハナマサ」1号店
- 千葉殿台店（千葉市殿台町80-1[66]）
- FC船橋北口店（船橋市夏見1-10-31[66]）
- FC船橋1号店（船橋市宮本9-10-7[66]）
- 稔台店（松戸市日暮2-5-4[66]）
- 北小金店（松戸市根木内269-17[66]）
- 柏店1号店（柏市十余二276[66]）
- 曽谷店（市川市下貝塚1-16-3[66]）
- FC青宮店（市川市能満関戸2-10[66]）

- 千葉店（千葉市中央区浜野町）
- 扇屋ジャスコ鎌取店（千葉市緑区有吉町800-6 ゆみーる鎌取ショッピングセンター5階[68]）

焼き肉レストラン
- FC鰭ヶ崎店（流山市鰭ヶ崎町5-417-149[66]）

- FC福井店（福井市板垣町33字19[66]）

- FC京都宇治店（宇治市槇島町大川原9[69]）

- 茨木店（茨木市藤の里1-4-3[70]）

- 倉敷店（倉敷市中畝6-9-21[71]）

- ラパール肉のハナマサ水城店（太宰府町大字吉松字神前425-1[72]）

## プライベートブランド
- プロ仕様

中小飲食店向けの仕様のプライベートブランド。

### 過去に存在したプライベートブランド
- マイスタールドルフ

ドイツの職人ルドルフ・ライフの指導を受けて自社工場で生産したハム・ソーセージ。
- トレーダー・ジョーズ

米国・トレーダー・ジョーズのプライベートブランドを子会社ハート・アンド・ハートが輸入して販売していた。

### 広報など1次資料
1. 1 2 3 4 5 6 7  『第45期 有価証券報告書』 株式会社JMホールディングス、2023年10月31日。pp8
2. 1 2  『第45期 有価証券報告書』 株式会社JMホールディングス、2023年10月31日。pp6
3. ↑  “新規出店（関西進出）に関するお知らせ”. JMホールディングス (2024年6月12日)
4. ↑  『第35期 有価証券報告書』 株式会社ジャレコ・ホールディング、2009年3月30日。pp4
5. ↑  子会社による事業譲受に関する本契約締結のお知らせ (PDF)  - 神戸物産、2009年7月15日[リンク切れ]
6. ↑  子会社の定款（商号、目的及び本店移転）変更に関するお知らせ (PDF)  - 神戸物産、2009年10月22日[リンク切れ]
7. ↑  子会社による事業譲受に関する基本合意の解消について (PDF)  - 神戸物産、2009年7月22日[リンク切れ]
8. ↑  『第45期 有価証券報告書』 株式会社JMホールディングス、2023年10月31日。pp4
9. ↑  “2024年7月期 決算説明資料 15ページ”. JMホールディングス (2024年9月24日)
10. ↑  “肉のハナマサ金沢店は、9月18日（月）18時を持ちまして閉店させて頂きます。”.   株式会社花正 (2017年8月18日). 2024年9月6日閲覧。
11. ↑  “PAWかわさき店は、7月20日18：00を持ちまして閉店いたします。”.   株式会社花正 (2016年7月20日). 2024年9月6日閲覧。
12. ↑  “肉のハナマサ北上尾店は、3月17日（日）18時を持ちまして閉店させて頂きます。”.   株式会社花正 (2019年2月19日). 2024年9月6日閲覧。
13. ↑  “5月6日(日)18時をもちまして、肉のハナマサ小山店を閉店いたしました。”.   株式会社花正 (2012年4月27日). 2024年9月6日閲覧。